# Comuna Vîspa, Rohatîn
Vîspa (în ucraineană Виспа) este o comună în raionul Rohatîn, regiunea Ivano-Frankivsk, Ucraina, formată din satele Liubșa, Melna și Vîspa (reședința).

## Demografie
Componența lingvistică a comunei Vîspa
     Ucraineană (100%)
Conform recensământului din 2001, toată populația comunei Vîspa era vorbitoare de ucraineană (100%).